# Robert Protin
Robert Protin (né le 10 novembre 1872 à Liège et mort le 4 novembre 1953 à Liège) est un coureur sur piste belge des années 1890-1900. Professionnel de 1895 à 1901, il pratique les épreuves de vitesse et devient le premier champion du monde de vitesse professionnel de l'histoire en 1895. 

## Biographie
Robert Protin est un spécialiste de la vitesse et un des pionniers du cyclisme sur piste. Au niveau international, il est actif de 1891 à 1901. 
Après avoir été quatre années de suite champion de Belgique de vitesse chez les amateurs (de 1891 à 1894) et après avoir gagné le championnat des 100 kilomètres en 1893, le championnat d'Europe de vitesse en 1892 et 1893, il passe professionnel en 1895.
Il remporte plusieurs Grand Prix importants et réalise le 23 juin 1895 un record du monde du 500 mètres. En Italie, il gagne à Florence, c'est le début d'une grande rivalité avec son compatriote Hubert Houben.
Avec celui-ci, ils ont disputé un nombre incroyable de duels, au point de considérer le Grand Prix du Roi de Bruxelles de 1895, comme un premier championnat du monde. Les deux pistards franchissent pratiquement  dans le même temps la ligne d'arrivée. Le jury souhaite refaire la course, mais le roi des Belges Léopold II décide que les deux coureurs ont gagné et il exige qu'ils reçoivent la même récompense.
Aux mondiaux de Cologne, il est le premier cycliste belge toutes disciplines confondues, à remporter un championnat du monde lors de son titre obtenu en 1895 à Cologne. Il se présente en Allemagne en favori et se qualifie en finale sans trop de difficultés. Opposé à l'Américain George A. Banker  et à son compatriote Émile Huet, il s'impose d'un souffle grâce à une accélération dans la dernière ligne droite. L'Américain porte réclamation et souhaite que l'on redonne un nouveau départ car la victoire de Protin n'est pas évidente. Les tentatives de l'ICA (qui sera remplacée par la suite par l'UCI) de refaire la finale n'ont pas abouti et Protin reste le premier champion du monde de l'histoire.    
Après cette victoire contestée, le Belge continue à se maintenir dans les meilleurs sprinteurs mondiaux, en gagnant différents Grands Prix, mais sans remporter un nouveau titre. En 1901, après avoir amassé assez d'argent pour pouvoir ouvrir son propre atelier, il se retire.
Après avoir terminé sa carrière sportive, il devient entrepreneur. Il est notamment l'un des fondateurs du club de football du RFC Liège et devient même un éditeur reconnu par la suite.
Il meurt le 4 novembre 1953 à Liège et est inhumé au Cimetière de Robermont.

## Palmarès

### Championnats du monde
- Cologne 1895
  -  Champion du monde de vitesse
- Paris 1900
  - 3e du championnat du monde de tandem (non officiel) avec Charles Vanoni

### Championnats de Belgique
- 1891
  -  Champion de Belgique de vitesse amateurs

- 1892
  -  Champion de Belgique de vitesse amateurs

- 1893
  -  Champion de Belgique de vitesse amateurs

- 1894
  -  Champion de Belgique de vitesse amateurs

### Records
- Record du monde du 500 mètres en 1895

### Grand Prix
- GP d'Europe : 1895
- GP de Florence  : 1895
- GP d'Oostende  : 1895 et 1896
- GP d'Anvers : 1897
- GP de Tervuren : 1897
- GP de Vienne : 1897
- GP de Den Haag  : 1898
- GP de Reims : 1898, 1900

## Distinction
- Médaille d'or du Mérite sportif.

## Sources
- (it) Robert Protin sur museociclismo.it